# José Luis Ramírez (Boxer)
José Luis Ramírez (* 12. März 1958 in Huatabampo) ist ein ehemaliger mexikanischer Boxer.

## Profikarriere
Rechtsausleger Ramírez startete 1973 im Federgewicht und boxte bis 1980 ausschließlich in seinem Heimatland. Im April 1978 verlor er in seinem 45. Profikampf gegen den alternden Superstar Rubén Olivares durch technischen K. o. in der zweiten Runde.
Fast alle seine bekannten Kämpfe fanden im Leichtgewicht statt. 1980 verlor er nur knapp gegen Alexis Argüello und konnte seinen Gegner, der als überdurchschnittlicher Nehmer galt, dabei immerhin zu Boden schlagen. Im folgenden Jahr unterlag er dem US-Amerikaner Ray Mancini.
Seine erste Titelchance erhielt er am 1. Mai 1983, als er in Puerto Rico gegen den schlagstarken Lokalmatador Edwin Rosario um den vakanten WBC-Titel boxte und nach Punkten verlor.
Den Rückkampf im November 1984 konnte er aber sensationell durch technischen K. o. in Runde vier gewinnen. Er war in diesem Kampf am Boden, galt aber insgesamt als Weltklassenehmer. Dieser Sieg ist so ziemlich sein einziger unumstrittener Erfolg gegen einen Weltklasseboxer. Er verlor die WBC-Krone 1985 an Hector Camacho, ein weiterer Puerto-Ricaner und Rechtsausleger.
Ab 1986 boxte er hauptsächlich in Frankreich. Er gewann den mittlerweile vakanten WBC-Titel im Juli 1987 gegen Terrence Alli zurück und verteidigte ihn gegen Cornelius Boza-Edwards.
1988 kam es zum berüchtigtsten Kampf seiner Karriere, als er vom ungeschlagenen Olympiasieger Pernell Whitaker (ebenfalls Rechtsausleger) in Frankreich deutlich beherrscht, aber mit einer Skandalentscheidung zum Sieger erklärt wurde. Lou Duva von Whitakers Promotionsfirma Main Events meinte später in Anspielung auf dieses Urteil und Whitakers (offizielles) Unentschieden gegen einen weiteren Mexikaner Julio César Chávez, Whitaker habe alle Kämpfe gewonnen, außer die gegen José Sulaimán (Präsident des WBC).
Als nächsten bestritt Ramírez einen Vereinigungskampf gegen den WBA-Titelträger Chávez, den er nach Punkten verlor. Auch im folgenden Rückkampf gegen Whitaker in den USA war er unterlegen.
Im März 1990 bekam er gegen den Argentinier Juan Coggi einen letzten Titelkampf, den er ebenfalls nicht nutzen konnte, so dass er daraufhin seine Karriere beendete.